# 질소의 순환

질소 순환을 나타낸 모식도

질소 순환(窒素循環, 영어: nitrogen cycle)은 질소가 다양한 화학 형태로 바뀌어가는 과정을 가리킨다. 이러한 변화는 생물학적인 과정과 비생물학적인 과정을 둘 다 거칠 수 있다. 질소의 순환은 질소고정, 광화작용, 질화작용, 탈질소 작용이라는 중요한 과정을 거듭한다. 지구 대기권 대부분(약 78%)이 질소이다. 대기의 질소는 생물학적 이용에는 사용할 수 없지만 이용가능한 질소의 부족분을 다양한 형태의 생태계로 이끌어낸다. 질소의 순환은 생태학자에게는 특히 관심을 끄는데 질소 이용 가능성은 일차 생산과 부패를 포함한 생태계 과정의 속도에 영향을 미치기 때문이다. 화석 연료 연소, 인공 질소 비료 사용, 폐수로의 질소 방출과 같은 인간 활동은 극적으로 지구 질소의 순환을 바꾸어 놓고 있다.

## 같이 보기
- 생물지구화학적 순환
- 생물지구화학
- 질소 고정
- 질화작용